# 151 (število)
151 (stó ênainpétdeset) je naravno število, za katero velja 151 = 150 + 1 = 152 - 1.
Gaussovo praštevilo brez imaginarnega ali realnega dela oblike {\displaystyle 4n+3}.
Deseto srečno praštevilo
Palindromno praštevilo
Sedmo praštevilo, ki ni Čenovo praštevilo.